# (13522) 1991 FG
1991 أف جي (ويعرف أيضًا باسم (13522) 1991 أف جي وفق تسمية الكوكب الصغير) (بالإنجليزية: 1991 FG)‏؛ هو كويكب ضمن حزام الكويكبات.
اكتُشف هذا الجُرم الفلكي بواسطة روبرت إتش ماكنوت في 18 مارس 1991، وترتيبه 13522 من حيث الاكتشاف.

## الوصف
اكتُشف 135221991FG في 18 مارس 1991 في مرصد سايدنغ سبرينغ، الواقع في وارومبونغل، نيوساوث ويلز في أستراليا، بواسطة عالم الفلك البريطاني روبرت إتش ماكنوت. وقد رصد المشروع 1,517 مشاهدة للكويكب إلى غاية 4 فبراير 2022 بتوقيت منطقة المحيط الهادئ، أي في مدة قدرها 12,589 يومًا (34.5 عام). تستغرق الفترة المدارية للكويكب 1,670 يومًا (4.6 عام).

## الخصائص المدارية
يتميز مدار هذا الكويكب بنصف محور رئيسي يبلغ 2.75 وحدة فلكية، وحضيض قدره 1.81 وحدة فلكية، وانحراف قدره 0.342 وزاوية ميلان 13.6 درجة بالنسبة لمسار الشمس. بسبب هذه الخصائص، أي نصف المحور الرئيسي بين 2 و3.2 وحدة فلكية وحضيض أكبر من 1,666 وحدة فلكية، يُصنف هذا الجُرم الفلكي وفقًا لقاعدة بيانات مختبر الدفع النفاث لأجرام النظام الشمسي الصغيرة كائنًا من حزام الكويكبات الرئيسي.

## الخصائص الفيزيائية
يُقدر القدر المطلق (H) لـ135221991FG بـ14.13 ووضاءته بـ0.271، مما يمكِّن تقدير قطره بـ 4.234كم. استُخلصت هذه النتائج بفضل ملاحظات مستكشف الأشعة تحت الحمراء عريض المجال (WISE)، وهو مرصد فضائي أمريكي وُضع في المدار في عام 2009 ويراقب السماء بأكملها بالأشعة تحت الحمراء، في عام 2011، نُشرت النتائج الأولى المتعلقة بالكويكبات من الحزام الرئيسي.

## وصلات خارجية
- (13522) 1991 FG في قاعدة بيانات مختبر الدفع النفاث لأجرام النظام الشمسي الصغيرة

- الاكتشاف · مخطط المدار ·  العناصر المدارية · المعلمات المادية

- (13522) 1991 FG على موقع ويكي سكاي: DSS2, SDSS, GALEX, IRAS, Hydrogen α, X-Ray, Astrophoto, Sky Map, Articles and images